# Еврейское кладбище Бейрута
Еврейское кладбище Бейрута — единственное еврейское кладбище в Бейруте. Расположено недалеко от площади Содеко. Сегодня около 30 евреев живут в городе. Оно одно из четырёх некрополей в этом районе, наряду с тремя христианскими (ассирийским католическим и двумя евангелистическими).

## История
Первым известным похороненным на кладбище был рабби Мойше Йедид Леви в 1829 году. Этот год можно считать годом открытия кладбища.
В 1857 году правительство Османской империи расширило старую дорогу из Бейрута в Дамаск. В результате этих работ вход и часть кладбища были повреждены. Возможно даже, что часть могил находится под новой дорогой. Был построен новый вход. Первоначально земельный участок был небольшим по размеру, так как община составляла всего 150 человек. По мере роста числа евреев, живущих в столице, появилась необходимость в дополнительном месте для захоронений. Вполне вероятно, что в определенный момент гробы были сложены друг над другом из-за недостатка места. Со временем община купила дополнительные участки в районе, прилегающем к кладбищу и всего на нём похоронены около 3300 лиц.
Во время второй гражданской войны 1975—1990, еврейское кладбище находилось на границе между мусульманскими и христианскими районами, на христианской стороне Дамасского шоссе. Фалангисты частично заминировали кладбище в целях предотвращения возможности их противника пересечь кладбище по дороге в христианские районы города. В конце войны ливанская армия полностью очистила территорию кладбища от мин, но захоронениям был причинён существенный ущерб ракетами и бомбардировками. Однако, как отметил в своих исследованиях историк еврейской ливанской общины Наги Зейдан, кладбище никогда не подвергалось нападениям вандалов и ни разу не было осквернено.
Последнее захоронение на кладбище датируется 2009 годом.

## Проекты восстановления
Еврейскому общинному совету Бейрута, с помощью благотворительных организаций и Солидера, удалось, некоторое время тому назад, завершить проект восстановления синагоги Маген Авраам в Вади Абу Джамиль. В настоящее время Совет хотел бы восстановить и кладбище.
По сообщению лидера еврейской общины Ливана, Иссаака Арази, в последнее время начались работы над подготовкой проекта восстановления кладбища.